# 도진 (고려)
도진(都陳, ?~?)은 고려의 문신이자, 성주 도씨의 시조이다.
고려의 개국공신 중 한 명이었던 그는 성산부원군(星山府院君)에 봉해지고 성주를 식읍으로 받아 거주하자 그의 후손들이 성주를 본관으로 삼았다.